# 八又站
八又站（日语：／ Yatsumata eki */?）是位於岐阜縣本巢郡真正町（現時：本巢市），名古屋鐵道揖斐線的鐵道車站（廢站）。

## 歷史
- 1926年（大正15年）4月6日 - 美濃電氣軌道（日语：美濃電気軌道）北方線北方町站（後來名為美濃北方站）至黑野站之間開業，此站啟用[2][3][4][5]。
- 1944年（昭和19年） - 車站暫停營業[3][4][5]。
- 1969年（昭和44年）4月5日 - 車站正式廢除[3][4][5]。

## 車站構造
截至車站廢除前，此站是地面車站，設有1面1線的單式月台。站內設有候車室，當中設有圓形窗。
在車站西邊設有鐵橋橫跨糸貫川。

## 相鄰車站
名古屋鐵道
■揖斐線
美濃北方－八又－真桑

## 注腳